# Stern der Ungeborenen
Stern der Ungeborenen. Ein Reiseroman ist ein 1946 erschienener Science-Fiction-Roman des österreichischen Autors Franz Werfel. Es ist sein letztes Werk und wurde erst ein Jahr nach seinem Tod veröffentlicht. Werfel schildert darin die Zeitreise des Protagonisten F. W. in die Zukunft.
Als Vorbild des Romans gilt Dante Alighieris Göttliche Komödie, die wie Stern der Ungeborenen in drei Teile unterteilt ist.

## Inhalt
F. W. wird von seinem ehemals verstorbenen, jedoch wiedererstandenen Freund B. H. als Gast in die 100.000 Jahre entfernte Zukunft geladen. In dieser futuristischen Welt, einer Utopie, in der weder Krankheit, Gier, Neid, noch Arbeit oder Nationalität mehr existieren, verbringt er drei Tage. In diese drei Tage ist das Buch unterteilt.
Gemeinsam mit seinem Freund bereist F. W. als besonderer Gast aus der Vergangenheit mittels eines sogenannten Mentelebols, eines Reisegeduldspiels, das nicht den Reisenden ans Ziel, sondern das Ziel zum Reisenden befördert, durch diese Welt. Dabei lernt er die von Werfel als „astromental“ bezeichnete Welt und ihre Errungenschaften sowie ihre bedeutendsten Bewohner kennen und schildert seine Erlebnisse und Erkenntnisse, beispielsweise, dass die einzigen Religionen, die die Jahrtausende überdauert haben, das Judentum und der Katholizismus sind und nur mehr diese existieren.
Der Alltag, die Kultur, die Politik, die Technik und die Religion dieser sorgenlosen, futuristischen Gesellschaft werden vom Protagonisten auf die Gegenwart reflektiert und mit dieser verglichen, bevor er zuletzt in die Gegenwart zurückversetzt wird und seine Reise beendet.
Speziell, aber nicht nur im dritten Abschnitt des Buches ist der Inhalt philosophischer Natur. Beispielsweise werden die Fragen diskutiert, ob je eine utopische Gesellschaft ohne jeglichen Konflikt bestehen kann oder ob Menschen ideal handeln und aus ihren Fehlern lernen können.
F. W. berichtet auch über die Situation Deutschlands nach 1945:

„Zwischen Weltkrieg Zwei und Drei drängten sich die Deutschen an die Spitze der Humanität und Allgüte. Der Gebrauch des Wortes ‚Humanitätsduselei‘ kostete achtundvierzig Stunden Arrest oder eine entsprechend hohe Geldsumme. Die meisten der Deutschen nahmen auch, was sie unter Humanität und Güte verstanden, äußerst ernst. Sie hatten doch seit Jahrhunderten danach gelechzt, beliebt zu sein. Humanität und Güte erschien ihnen jetzt der beste Weg zu diesem Ziel. Sie fanden ihn sogar weit bequemer als Heroismus und Rassenlehre. […] Sie waren die Erfinder der undankbaren Ethik der ‚selbstlosen Zudringlichkeit‘. Zur Erholung hielten die Gebildeten unter den Heinzelmännchen philosophische Vorträge an Volkshochschulen, in protestantischen Kirchen und sogar in Reformsynagogen, wobei ihr eintöniges Thema stets der brüderlichen Pflicht des Menschen gewidmet war. Ohne Pflicht ging’s nicht, wie ja die deutsche Grundauffassung vom Leben in der ‚Anbetung des Unangenehmen‘ bestand. Sie waren, mit einem Wort, echte Schafe im Schafspelz. Da sie aber selbst dies krampfhaft waren, glaubte es ihnen niemand, und man hielt sie für Wölfe.“

## Hintergrund
Die alleinige Existenz von Judentum und Katholizismus in der futuristischen, utopischen Welt lässt sich darauf zurückführen, dass Werfel ein mit dem Katholizismus sympathisierender Jude war und diese beiden Religionen sein Leben prägten.